# Олевано-ді-Ломелліна
Олевано-ді-Ломелліна (італ. Olevano di Lomellina) — муніципалітет в Італії, у регіоні Ломбардія, провінція Павія.
Олевано-ді-Ломелліна розташоване на відстані близько 480 км на північний захід від Рима, 50 км на південний захід від Мілана, 35 км на захід від Павії.
Населення — 739 осіб (2014).
Щорічний фестиваль відбувається четвертої неділі жовтня. Покровитель — святий Архангел Михаїл.

## Демографія
Населення за роками:

Станом на 1 січня 2023 року в муніципалітеті офіційно проживали 102 іноземці з 15 країн, серед них 55 громадян країн Євросоюзу та 7 громадян України.

## Сусідні муніципалітети
- Кастелло-д'Агонья
- Черньяго
- Мортара
- Велеццо-Ломелліна
- Цеме